# 容·霍斯特-克里斯滕森
容·霍斯特-克里斯滕森（Jon Holst-Christensen，1968年6月16日—）是一位來自丹麥的退役男子羽毛球運動員。
容·霍斯特-克里斯滕森在1992年夏季奧運會上與托馬斯·倫德一起參加羽球男子雙打比賽。在第二輪比賽中他們遭到馬來西亞的拉昔夫·西迪和賈蘭尼·西迪擊敗。他們兩人在1996年夏季奧運會羽球男子雙打比賽。他們在第一輪輪空，第二輪被韓國的河泰權和姜京珍擊敗。
容·霍斯特-克里斯滕森贏得1992年全英羽球公開錦標賽的男子雙打與混合雙打冠軍，分別搭配托馬斯·倫德與格蕾特·摩根森。